# Ramelau-Berge
Die Ramelau-Berge sind die höchste Bergkette der Insel Timor.
Sie dehnen sich über das westliche Drittel des Staates Osttimor aus und bilden als Rückgrat der tropischen Insel in ihrem Zentrum eine raue Landschaft. Südlich der Landeshauptstadt Dili befindet sich mit dem Tatamailau der höchste der Ramelau-Berge, aller Berge Timors und bis 1975 auch der höchste Berg des portugiesischen Kolonialreiches. In alten Quellen wird der 2963 m hohe Berg auch Pico de Ramelau (deutsch Ramelau-Spitze) genannt. Der Tatamailau befindet sich in einem Wildschutzgebiet.

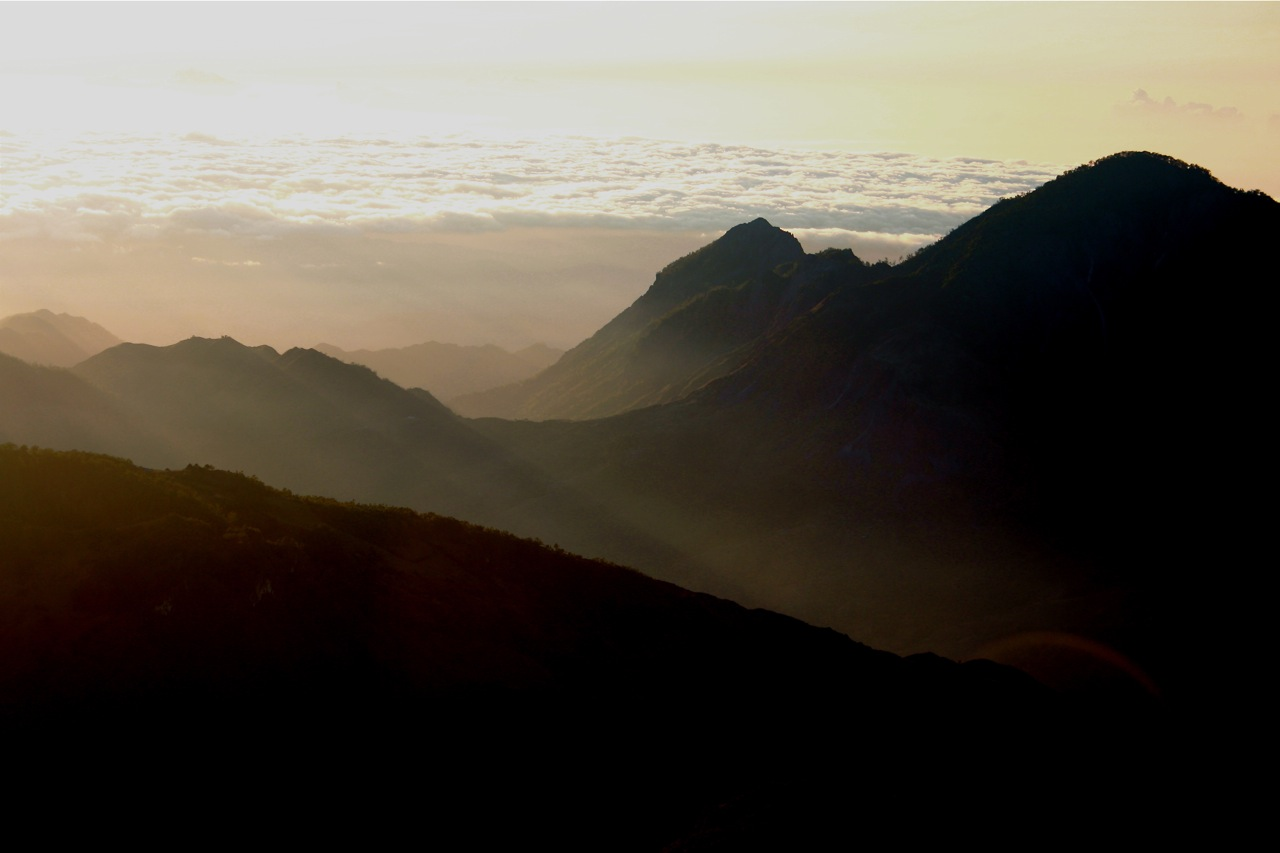
Morgenstunde in den Ramelau-Bergen

Von Osten nach Westen nimmt die Höhe der Berge ab. Immer wieder wird die Kette von Hügeln und Flusstälern unterbrochen. Im Norden gehen die Ramelau-Berge in die Aileu-Kette und schließlich die Bergkette der Küstengebirge, die steil ins Meer abfällt. Östlich des Flusses Belulik verlaufen die benachbarten Cablac-Berge.